# Unfaithful
Unfaithful è una canzone di Rihanna, inclusa nel suo secondo album in studio A Girl like Me. La canzone è stata scritta da Ne-Yo e dagli Stargate.

## Significato

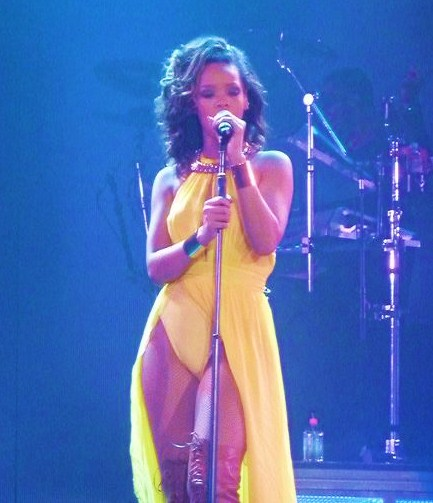
Rihanna canta "Unfaithful" alla tappa di Liverpool del Loud Tour.

L'artista in questa canzone dichiara apertamente di essere infedele al proprio partner e sostiene, inoltre, di sapere che quest'ultimo è a conoscenza di tale tradimento. L'artista, peraltro, quasi fosse un'omicida (I don't want to be a murderer), si sente colpevole e non può fare a meno di notare quanto il suo partner soffra per questo (I see him die a little more inside).

## Video
Il video ufficiale diretto da Anthony Mandler incomincia con un tempo ritmato e con Rihanna che si dirige verso uno specchio e comincia, con movenze molto sexy ed ammicatorie, a mostrare le sue piacevoli forme mentre si mette del lucidalabbra rosa.
Queste scene vengono alternate ad altre in cui Rihanna è seduta al tavolo di un bar e pranza con un ragazzo, successivamente quest'ultimo si alzerà ed è in questo frangente di tempo in cui Rihanna è sola al tavolo che riceve un biglietto mandatole da un suo spasimante in un tavolo nelle vicinanze, poi la canzone inizia.
Subito dopo la prima parte strumentale del brano il ragazzo si risiede al tavolo e Rihanna ha dei flashback in cui si vede lei e il ragazzo in atteggiamenti intimi, e da qui si capisce che i due sono fidanzati.
Dopo i ricordi, Rihanna uscirà da dietro una tenda e canterà la prima strofa del singolo, con l'abito nero che precedentemente preparava allo specchio.
Poi si incamminerà verso una zona ancora remota allo spettatore su un tappeto rosso, e questa scena verrà alternata a delle mani che suonano un pianoforte (presente nella parte musicale della canzone) e a Rihanna distesa su un divano.
Poi entrerà in una stanza ed avrà subito un altro flashback sulla sua relazione con il fidanzato in cui la vediamo seduta su delle scale all'entrata di una casa mentre il ragazzo le fa delle avance poi ritorna in sé e continua a cantare, ma riaccade che le appare un altro flashback in cui però questa volta Rihanna sta camminando mano nella mano, con degli occhiali a mosca, con il suo fidanzato mentre quest'ultimo parla al telefono, poi il flashback svanisce e la cantante si avvicina ad un pianoforte e lo usa come un davanzale dove appoggiarsi e sdraiarsi mentre colui che lo suona resta ancora di ignota identità. Successivamente la scena si sposta in una stanza dove Rihanna si trova vicino alla finestra con un cellulare (già sponsorizzato nel suo precedente video) mentre scrive un SmS con un'aria spaventata mentre il suo fidanzato dorme.
Poi la scena torna in quella precedente, con la differenza che Rihanna si scosta dal pianoforte e resta in piedi a cantare, e qui si scopre che il luogo dove si trovava non era una stanza, bensì un teatro.
questa scena verrà molteplici volte alternata a quella in cui Rihanna ammicca lo spettatore su un divano e ad una in cui cammina per strada con un look abbastanza "trash", una bandana, una canottiera e giacchino bianchi, d'altraparte questo erano gli abiti presenti nella scena precedente.
Queste scena verrannò molto a lungo alternate fra loro, con l'aggiunta però di scene inedite come quella in cui Rihanna si trova fra i sedili del teatro.
Poi finalmente si svela l'identità del suo presunto amante, e lo si vede al bar, al comando del pianoforte e in una macchina, in cui successivamente salirà Rihanna; da qui si presuppone un tradimento, che diventerà con un fine logico dal momento che si vedrà Rihanna sedere al fianco del ragazzo e ammiccarlo mentre suona il pianoforte e dopo la vedremo in vestaglia nel letto di quest'ultimo mentre le viene in mente la sua relazione con l'altro ragazzo.
Poi la si vede in uno stato di colpevolezza mentre si strofina contro un muro bianco con un abito altrettanto bianco e nero, poi la scena si risposterà su quella in cui Rihanna è in piedi e canta con l'abito nero e poi riapparirà la scena in cui la cantante si guarda allo specchio con uno sguardo trafitto ed intenso, successivamente ci sarà un déjà vu dei luoghi in cui Rihanna era presente, ma con l'aggiunta di movenze più sexy di quelle precedenti.
Infine si vede Rihanna mentre è in procinto di abbandonare il teatro, ma la scena viene interrotta da un'altra in cui vediamo la cantante uscire da una porta con il precedente stile "Trash" e incontrare il suo vero ragazzo, che appoggiato ad una macchina si solleva, entrambi si abbracciano, ma alle spalle del ragazzo vediamo Rihanna con un volto dall'espressione soffrente.
Il video si conclude; da qui si evince che Rihanna tradiva il suo ragazzo con un altro a sua insaputa.
Il video ha ottenuto la certificazione Vevo.

## Tracce
CD singolo (Versione U.K.)
1. Unfaithful – 3:52
2. SOS (Moto Blanco Remix) – 8:37

CD singolo Pt.2
1. Unfaithful – 3:52
2. Unfaithful (Tony Moran Radio Edit) – 4:21
3. Unfaithful (Instrumental) – 3:49
4. Unfaithful (video)

CD singolo olandese
1. Unfaithful – 3:52
2. Unfaithful (Tony Moran Radio Edit) – 4:16

## Classifiche

### Classifiche settimanali
| Classifica (2006) | Posizione massima |
| ----------------- | ----------------- |
| Australia         | 2                 |
| Austria           | 2                 |
| Belgio (Fiandre)  | 3                 |
| Belgio (Vallonia) | 2                 |
| Finlandia         | 13                |
| Francia           | 7                 |
| Germania          | 2                 |
| Irlanda           | 2                 |
| Italia            | 14                |
| Norvegia          | 2                 |
| Nuova Zelanda     | 4                 |
| Paesi Bassi       | 9                 |
| Regno Unito       | 2                 |
| Stati Uniti       | 6                 |
| Svezia            | 6                 |
| Svizzera          | 1                 |

### Classifiche di fine anno
| Classifica (2006) | Posizione |
| ----------------- | --------- |
| Australia         | 19        |
| Austria           | 16        |
| Belgio (Fiandre)  | 21        |
| Belgio (Vallonia) | 14        |
| Francia           | 57        |
| Germania          | 14        |
| Irlanda           | 14        |
| Paesi Bassi       | 33        |
| Regno Unito       | 23        |
| Stati Uniti       | 28        |
| Svezia            | 83        |
| Svizzera          | 6         |

### Classifiche decennali
| Classifica (2000-09) | Posizione |
| -------------------- | --------- |
| Germania             | 43        |